# عيد الإبت
عيد إبت الجميل (أومهرجان الإبت) هو احتفال مصري قديم كان يقام سنوياً في طيبة (الأقصر) في عهد الدولة الحديثة وما بعدها، وفيه كانت تصطحب تماثيل آلهة ثالوث طيبة - آمون وموت وابنهما خونسو - مخفيين عن الأنظار داخل مراكبهم المقدسة في موكب احتفالي كبير، من معبد آمون في الكرنك، إلى معبد الأقصر، في رحلة تمتد لأكثر من كيلومترين، وما يتم إبرازه في هذا الطقس هو لقاء أمون رع من الكرنك مع أمون الأقصر. وتجديد الولادة هو الموضوع الرئيسي في احتفال الإبت، وعادة ما يتضمن احتفالية لإعادة تتويج الملك كذلك.
في الاحتفالات الأولى من مهرجان الإبت، كانت تماثيل الإله تؤخذ عبر طريق الكباش الذي يربط بين المعبدين، وتتوقف في المعابد الصغيرة التي شيدت خصيصاً في طريقها. وهذه المعابد الصغيرة أوالأضرحة كان يمكن أن تكون مليئة بالقرابين، المهداة للآلهة أنفسهم وللكهنة الحاضرين للطقوس كذلك. وفي نهاية الاحتفالات في معبد الأقصر، تغدو المراكب المقدسة عائدةً مرة أخرى إلى الكرنك. وفي الاحتفالات المتأخرة من تاريخ مصر، كان يتم نقل التماثيل من وإلى الكرنك / الأقصر عن طريق القوارب في النهر وليس عبر طريق الكباش البري. ويُعقد احتفال إبت في الشهر الثاني من فصل أخت، وهو موسم فيضان نهر النيل.
كما كان يبحر قارب ملكي كذلك مع قوارب الآلهة المقدسة، وكانت الطقوس في ما يعرف بـ «غرفة الملك الإلهي» تعيد الاحتفال بتتويج الملك وبالتالي تؤكيد أحقيته بالمُلك.
ويبقى المهرجان القديم حاضرًا في الاحتفال المعاصر بذكرى الشيخ يوسف الحجاج، وهو رجل مقدس في الإسلام يتم حمل قاربه حول الأقصر احتفالاً بحياته. يُقام هذا الاحتفال (المولد) حول منطقة مسجد أبو الحجاج.

## تاريخ المهرجان
أصبح مهرجان الأوبت مهرجانًا رئيسيًا في أوائل المملكة الحديثة (حوالي 1539-1075 ق.م.) عندما وصلت الأسرة الثامنة عشرة إلى السلطة، بعد "طرد الهكسوس الغزاة الذين احتلوا الجزء الشمالي من وادي النيل لمدة 200 عام. لم يضيع حكام مصر الجدد أي وقت في جعل عاصمتهم طيبة مسرحًا احتفاليًا واسعًا للاحتفال بتوطيد السلطة، وأخذ مهرجان الأوبت مكانة مركزية".
خلال حكم تحتمس الثالث (1458-1426 ق.م.)، استمر المهرجان لمدة 11 يومًا. ومع بداية حكم رمسيس الثالث في عام 1187 ق.م، تمدد إلى 24 يومًا؛ وبحلول وفاته في 1156 ق.م، وصل إلى 27 يومًا.
تأتي أدق المعلومات عن تاريخ مهرجان الأوبت من طبيعة المسار المتغيرة بين معبدي الكرنك والأقصر. تقدم مارينا إسكولانو-بوفيدا تحليلًا شاملًا لتغير المسار بين المعبدين: "كان المسار الاحتفالي بين المعبدين يتغير بمرور الوقت، ففي بعض الأحيان كان يتم السفر سيرًا على الأقدام على طول طريق الكباش، وهو طريق يبلغ طوله حوالي 3 كيلومترات، ويصطف على جانبيه تماثيل الكباش الأسطورية.
وفي أوقات أخرى، كانت التماثيل المقدسة تسافر من الكرنك إلى الأقصر على متن سفينة خاصة تُعرف في المصرية القديمة باسم وسرحات آمون ("عظيم المقدمة هو آمون"). كانت هذه السفينة مصنوعة من خشب الأرز اللبناني ومغطاة بالذهب. كانت مقدمتها ومؤخرتها مزخرفتين برأس كبش، الرمز المقدس للإله". وعلى الرغم من أن طبيعة المسار بين المعبدين ظلت كما هي، فإن مدة المهرجان كانت تتغير مع كل حاكم. في بعض السنوات، كانت بارجة آمون-رع تسافر فقط من الكرنك إلى الأقصر، "...رحلة طقسية من أضرحتهم في الكرنك إلى معبد الأقصر". ومع ذلك، كانت رحلة العودة من الأقصر إلى الكرنك أيضًا جزءًا من الاحتفال، "...كجزء من عيد الأوبت، لا بد أنها حدثت خلال رحلة العودة إلى الكرنك".

## أهمية المهرجان للمجتمع
اعتمد المجتمع المصري في المملكة الحديثة على سخاء الآلهة لضمان حصولهم على ما يحتاجون إليه. نظرًا لافتقارهم للفهم العلمي لتفسير الأحداث المحددة، كان المصريون يعتبرون كل حدث طبيعي علامة أو تدخلًا من إله معين يريد منهم الحفاظ على النظام الطبيعي للكون أو ما يُعرف بـماعت. ولإرضاء الآلهة، كان المصريون يقدمون بانتظام قرابين من الذبائح والصلوات والاحتفالات. في هذه العلاقة المتبادلة التي كانوا يتصورونها، كانت الاحتفالات بالآلهة توفر الطمأنينة للمصريين، مما يسمح لهم بالعيش دون خوف من تدخل إلهي.
أعاد مهرجان الأوبت تأسيس التواصل الأساسي بين الآلهة والمجتمع المصري من خلال حفل الولادة في غرفة الولادة بمعبد الأقصر، حيث تم تتويج الملك كوسيط للآلهة من خلال إعادة ميلاده كابن لآمون-رع، في "ولادة جديدة لإله الشمس". عزز هذا الميلاد الجديد خصوبة الملك، مما ضمن حقه الإلهي في الحكم وتأكيد سلالته.
كما عزز مهرجان الأوبت خصوبة المحاصيل، التي كانت تتفاوت بناءً على فيضان النيل، ولذلك كان يُحتفل به في "الشهر الثاني من موسم أخت".
لم يكن الملك هو الشخص الوحيد النشط خلال المهرجان؛ فقد كان البحارة والجنود من أبرز المجموعات غير الدينية المشاركة في المهرجان. وقد تم تصويرهم في مشاهد النقوش بقاعة الأعمدة، والتي أظهرت أن عددًا كبيرًا من المسؤولين المدنيين والعسكريين شاركوا في التحضيرات وتنفيذ مهرجان الأوبت. وأكد جون كولمان دارنيل على أهمية عامة الشعب في تنفيذ المهرجان: "رمسيس الثاني ذكر بين أولئك المسؤولين عن تنظيم المهرجان: أعضاء الإدارة المدنية، حكام الأقاليم، المسؤولين عن الحدود، رؤساء الإدارات الاقتصادية الداخلية، ضباط التموين، مسؤولي المدن، والمراتب العليا من الكهنوت." أما أولئك الذين لم يشاركوا بشكل نشط في إدارة المهرجان، فكانوا "قادرين على المشاهدة من ضفاف النهر، وربما كان لبعضهم حق الوصول المحدود إلى الجزء الأمامي من المعبد." كما وفر المهرجان وظائف للكهنة المطهرين والكهنة المرتلين، الذين كانوا يعملون بنظام التناوب لمدة ثلاثة أشهر. كانوا يتلون التعاويذ والترانيم بين عامة الشعب على ضفاف النهر لضمان الحفاظ على التقديس.

## دور الملك خلال المهرجان
"لم يكن لعامة الشعب أي دور تقريبًا في الطقوس الدينية؛ فقد كانت تلك المسؤولية المقدسة تقع على عاتق الطبقة الكهنوتية." كان الملك يتصرف كوسيط بين المجتمع المصري والآلهة خلال المهرجان في معبد الأقصر. وعلى الرغم من أن "اتحاد الإله مع معبده قد يبدو اتحادًا جنسيًا"، فقد استخدم الملك هذا الرابط لتعزيز خصوبته الإلهية وإعادة تأكيد حقه في الحكم على مصر. احتفال الزواج المقدس بين الملك والآلهة، "زواج إلهي يؤدي إلى تجديد آمون في شخص الوعاء البشري الذي يتجدد باستمرار، وهو الملك الحاكم"، كان يضمن لمصر عامًا آخر مليئًا بالخصوبة من خلال نمو السكان، وحصاد وفير، وفيضان كبير لنهر النيل.
تعزز الدور الديني للملك خلال مهرجان الأوبت، حيث أعاد التأكيد على مكانته بوصفه "الخادم الإلهي الأول لآمون-رع، ملك الآلهة"، وهو أقدس لقب في مصر. كما عزز المهرجان شرعية سلالة الملك، حيث احتفل "بتجديد قوة الـكا لآمون، ونقل روح الملكية في الحاضر الأبدي"، مما أتاح للعائلة الملكية الحفاظ على السلطة على الطبقات الاجتماعية. كما أكدت الطقوس الدينية خلال مهرجان الأوبت على امتلاك الملك لـكا الملكي، والذي يمثل قوة الحياة لروح الإنسان. "كانت هذه القوة الحيوية تسكن أجساد جميع الملوك الشرعيين في مصر وتنتقل من القديم إلى الجديد عند وفاة الأخير. وكان التأكيد السنوي على هذه العملية يساعد في تعزيز سلطة الملك."

## المصادر الأثرية

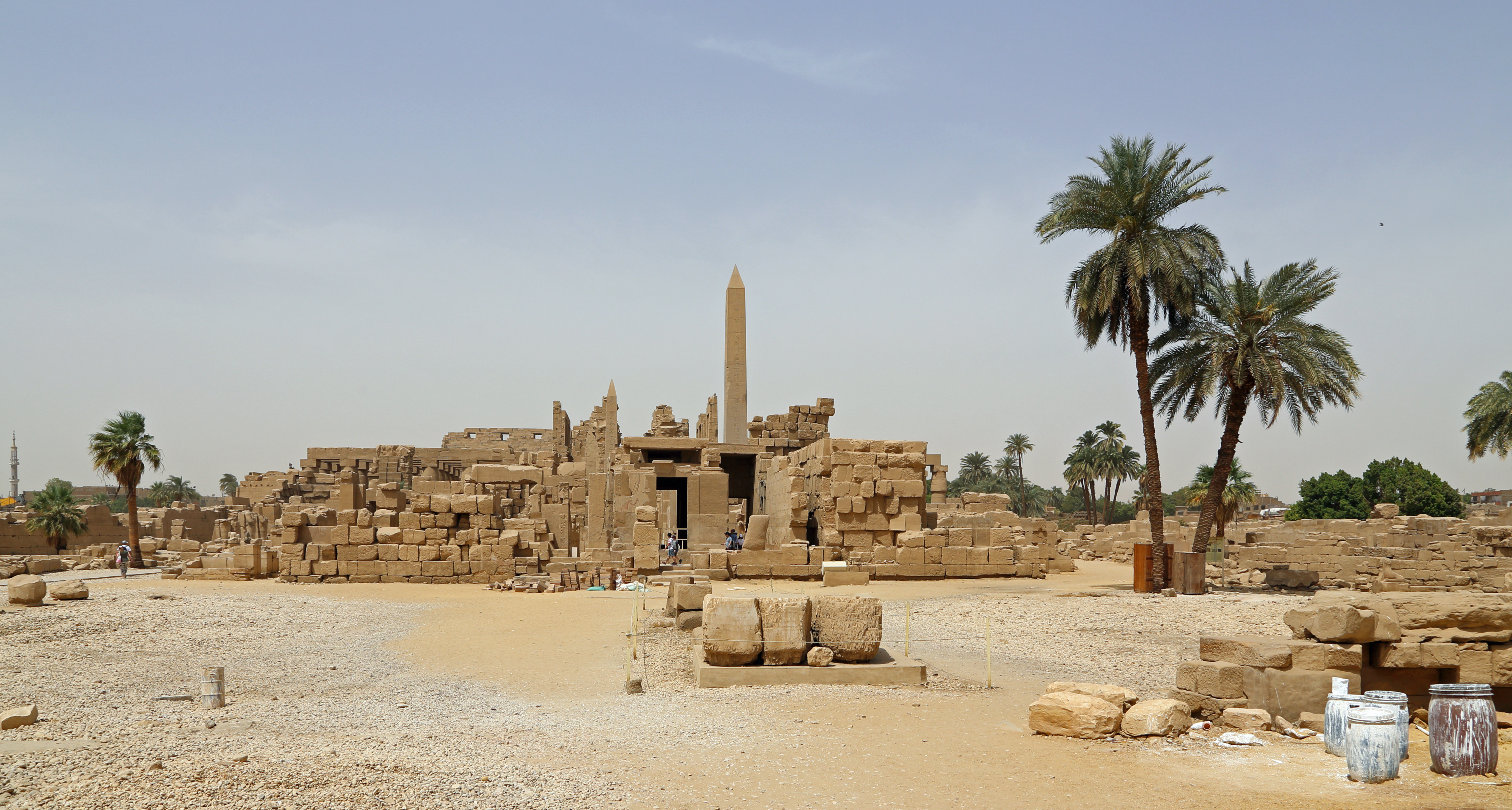
معبد الكرنك، حيث بدأت الموكب الطقسي لمركب آمون.